# Тете (провінція)
Тете (порт. Tete) - провінція в Мозамбіку. Площа становить 100 724 км². Чисельність населення 1 801 528 чоловік (на 2007). Адміністративний центр провінції - місто Тете з населенням в 101 984 чоловік (1996).

## Географія
Провінція Тете розташована на північному заході Мозамбіку. На її сході і північному сході проходить державний кордон між Мозамбіком та Малаві, на півночі і північному заході - державний кордон з Замбією, на заході - державний кордон з Зімбабве. На півдні Тете межує з провінціями Маніка, Софала і Замбезія.
Основним природним ландшафтом провінції є зарості мопане і трав'янисті луки. Через Тете протікає річка Замбезі, що утворює тут після будівництва гідроелектростанції Кахора-Баса одне з найбільших у світі штучних озер Кахора-Баса довжиною в 250 і шириною в 38 кілометрів.

## Історія
Провінція Тете сильно постраждала під час військових дій в роки громадянської війни в Мозамбіку після здобуття ним незалежності в 1975 році.

## Адміністративний поділ

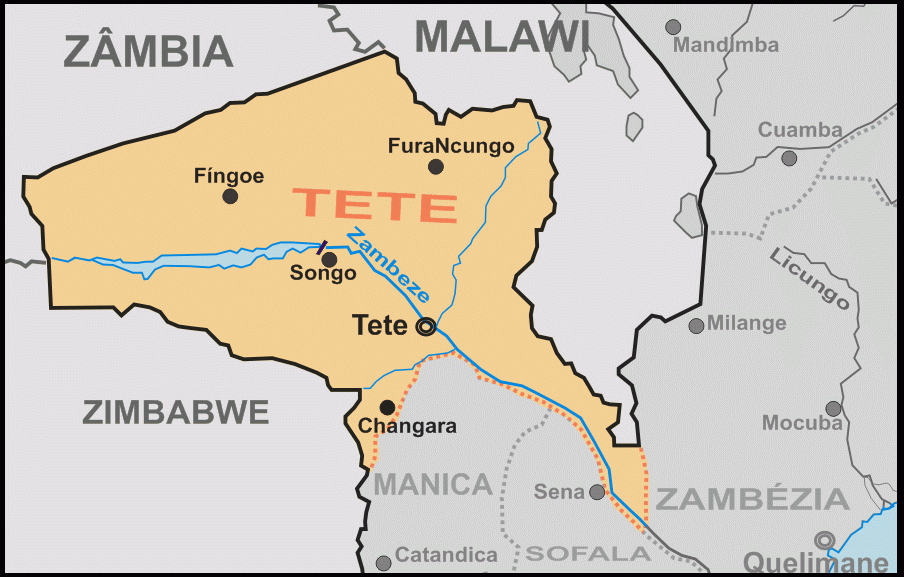
Адміністративна карта провінції Тітці.

Провінція Тете підрозділяється на 12 дистриктів і 3 муніципалітетів.

### Дистрикт
- Angónia
- Cahora-Bassa
- Changara
- Chifunde
- Chiuta
- Macanga
- Magoé
- Marávia
- Moatize
- Mutarara
- Tsangano
- Zumbo

### Муніципалітети
- Moatize (vila)
- Tete (cidade)
- Ulongué (vila)

## Економіка
Основним заняттям місцевих жителів (для більш ніж 3/4 населення) є сільське господарство. У минулому головною вирощуваної культурою тут був бавовник; в даний час його місце зайняв тютюн. Тільки за період з 2003 по 2006 рік виробництво тютюну в провінції збільшилася в 2 рази. У Тете розвідані також родовища кам'яного вугілля, бокситів, золота, заліза, нікелю, міді та інших корисних копалин.
| Мозамбік | Це незавершена стаття з географії Мозамбіку. Ви можете допомогти проєкту, виправивши або дописавши її. |